# بوثينوس
بوثينوس أو بوثينيوس (أوائل القرن الأول قبل الميلاد - 48 أو 47 قبل الميلاد)، كان خصيًا، ووصيًا على عرش الفرعون بطليموس الثالث عشر من المملكة البطلمية. عرف بدوره في أشعال الخلاف بين بطليموس الثالث عشر ضد شقيقته وشريكته في الحكم كليوباترا، والتحريض على الحرب الأهلية، وتورطه في قطع رأس بومبي وتقديم الرأس المقطوع إلى يوليوس قيصر وفقًا لبعض المصادر.
عندما توفي بطليموس الثاني عشر عام 51 قبل الميلاد، نصت وصيته على أن يتقاسم بطليموس الثالث عشر وكليوباترا حكم مصر، وأن تكون الجمهورية الرومانية وصية عليهما. كان بطليموس الثالث عشر قاصرًا آنذلك لذا عين بوثينوس وصيًا عليه. كما عين الجنرال أخيلاس والخطيب ثيودوتوس [الإنجليزية] أيضًا كحراس للملك المصري. وحين ترقى بطليموس الثالث عشر وكليوباترا إلى مرتبة كبار الحكام، احتفظ بوثينوس بدوره كوصي على بطليموس الثالث عشر. يعتقد معظم علماء المصريات أن بوثينوس استخدم نفوذه لقلب بطليموس الثالث عشر ضد كليوباترا.
في ربيع عام 48 قبل الميلاد، حاول بطليموس الثالث عشر (وبتوجيه من بوثينوس) خلع كليوباترا ليصبح الحاكم الوحيد بينما خطط بوثينوس ليمارس سلطته خلف الكواليس. سيطر بطليموس الثالث عشر وبوثينوس على الإسكندرية عاصمة مصر آنذاك وأجبرا كليوباترا على الخروج من المدينة. رداً على ذلك، جمعت كليوباترا جيشها الخاص وبدأت حرب أهلية في مصر، بينما بدأت أرسينوي الرابعة أيضًا في المطالبة بالعرش لنفسها.